# Actul de mediere, Elveția
Actul de mediere a fost un document semnat de Napoleon Bonaparte în ziua de 19 februarie 1803, consfințind abolirea Republicii elvețiene, care a existat de la invadarea Vechii Confederații a Elveției în perioada sa târzie, cunoscută sub numele de Ancien Régime, de către trupele franceze în anul 1798. După retragerea trupelor franceze în iulie 1802, Republica elvețiană a colapsat, situație cunoscută în istoria Elveției sub numele de Stecklikrieg.
Actul de medierea a fost încercarea lui Bonaparte de a realiza un compromis statal între cel existent al Ancien Régime și recent "decedata" Republică elvețiană, stat clientelar al Franței. Această fază de revenire a societății elvețiene pe drumul de refacere al Confederației Elvețiene a durat până la Restaurația din 1815, care a creat statul federal modern al Elveției.